# Vorstendom Bayreuth
Het vorstendom Bayreuth of markgraafschap Brandenburg-Bayreuth, tot 1604 (Brandenburg-)Kulmbach, was een markgraafschap en vorstendom in de Frankische Kreits dat bestond van 1397 tot 1792.

## Geschiedenis

### Ontstaan
Het vorstendom Kulmbach ontstond door de verdeling van het Burggraafschap Neurenberg onder de twee zonen van burggraaf Frederik V van Hohenzollern. In 1372 had Frederik besloten dat zijn gebieden bij een erfdeling op zijn hoogst in tweeën verdeeld zou mogen worden. In 1385 vaardige Frederik V de Dispositio Fridericiana uit, waarin het burggraafschap verdeelde in een Nieder- en een Oberland. In 1397 trad Frederik V af en droeg de regering over aan zijn twee zoons, Johan III en Frederik VI. Aanvankelijk regeerden de twee broers gezamenlijk, maar in 1403 verdeelden ze hun vorstendom volgens de bepalingen van hun vader. Als oudste broer koos Johan III voor het Oberland, dat grotendeels in de Frankische Jura lag. Johan III bestuurde zijn gebieden vanuit de Plassenburg, het kasteel van Kulmbach. Frederik VI kreeg het Unterland.

### Unie met Brandenburg en de hussietenoorlogen
Johan III overleed in 1420. Omdat zijn enige dochter niet erfgerechtigd was kwamen zijn gebieden aan zijn jongere broer Frederik VI. Frederik was in 1415 door Rooms-koning Sigismund van Luxemburg beleend met het markgraafschap Brandenburg. Brandenburg was een van de zeven keurvorstendommen in het Rijk, zodat Frederik het recht had om mede de Rooms-Duitse koning te kiezen. Hierdoor was Frederik een van de machtigste vorsten in het Heilige Roomse Rijk geworden. Door de verbinding met Brandenburg werden de vorstendommen Kulmbach en Ansbach regelmatig aangeduid als Markgraftümer, maar deze status werd nooit officieel.
Als trouwe bondgenoot van Rooms-koning Sigismund werd Frederik vanaf 1420 betrokken bij de kruistochten tegen de hussieten. Behalve Rooms-Duits koning was Sigismund ook koning van Bohemen en Hongarije. In Bohemen werd hij echter niet erkend door de aanhangers van Johannes Hus, die ondanks een vrijgeleide van Sigismund tijdens het Concilie van Konstanz vanwege ketterij tot de brandstapel werd veroordeeld. Aanvankelijk werd de oorlog tegen de hussieten vooral in Bohemen zelf gevoerd, maar na 1425 organiseerden de Hussieten ook plundertochten tegen de bondgenoten van Sigismund. Hoewel de hussieten ook in Brandenburg verwoestingen aanrichtten, werd vooral het vorstendom Kulmbach zwaar getroffen door strooptochten vanuit Bohemen. Op 31 januari 1430 werd de hoofdstad Kulmbach platgebrand door de hussieten. De Staten van Bohemen erkenden Sigismund in 1436 officieel als koning, waarmee een einde kwam aan de reeks oorlogen tegen de hussieten.
In 1437 trad Frederik VI af en droeg de regering van zijn drie vorstendommen over aan zijn zoons. Zijn oudste zoon, Johan, zag af van zijn rechten op Brandenburg en volgde zijn vader op in Kulmbach. Frederik de IJzeren werd keurvorst van Brandenburg en Albrecht kreeg Ansbach. Johan, die vanwege zijn interesse in alchemie "de Alchemist" genoemd werd, richtte zich tijdens zijn regeerperiode vooral op de wederopbouw van het land. Johan trad in 1457 af en droeg zijn vorstendom over aan zijn jongste broer Albrecht.

### Albrecht Achilles

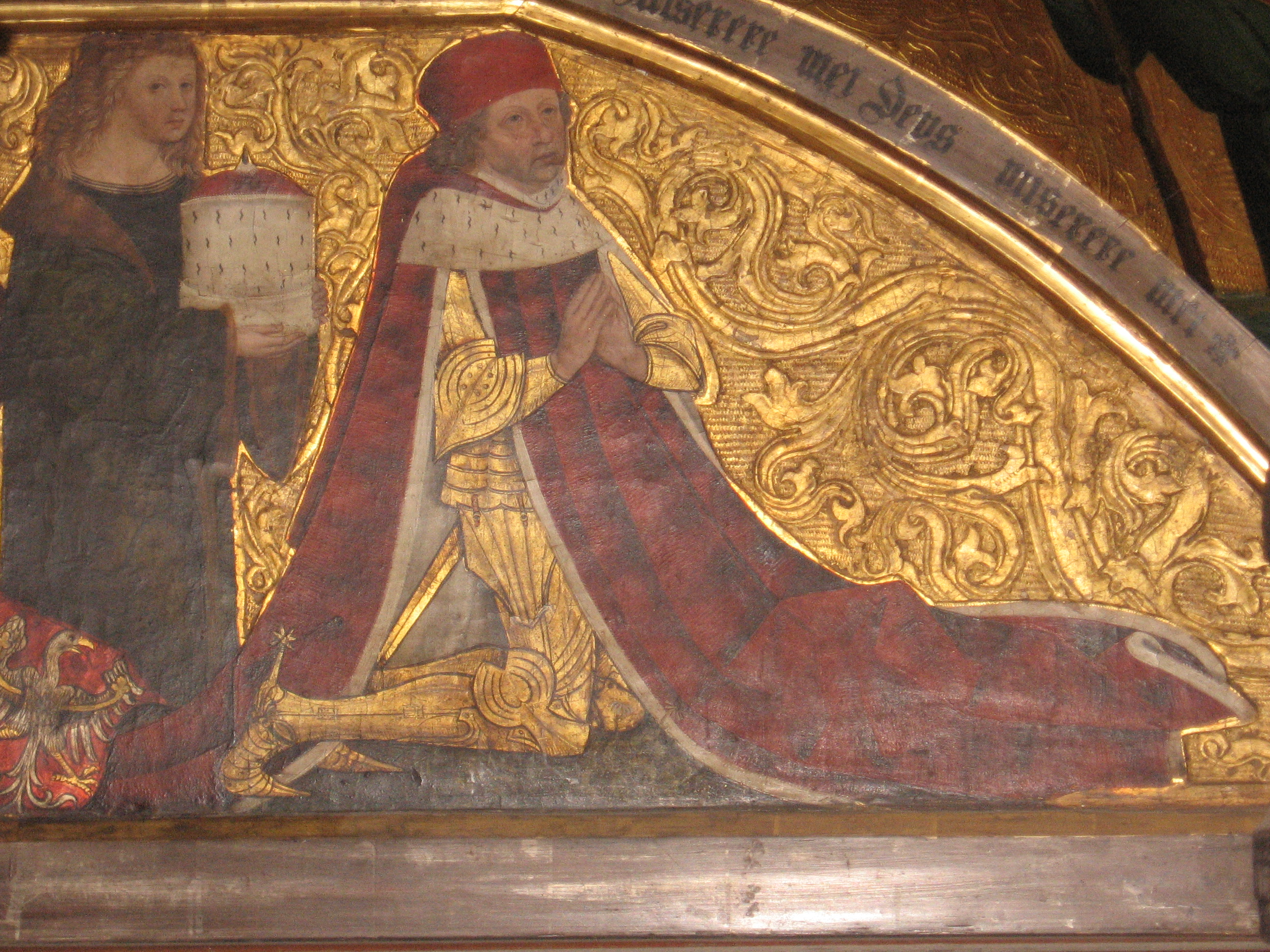
Albrecht Achilles

Albrecht Achilles, die als vorst van Ansbach tijdens de Eerste Markgravenoorlog van 1449 tot 1553 al een gewapend conflict had uitgevochten met de Rijksstad Neurenberg, probeerde zijn machtsbasis in Franken na de erfenis van Kulmbach verder uit te breiden. Hoewel Frederik VI in 1427 het burggrafelijke kasteel en de meeste rechten die met het burggraafschap verbonden waren aan de stadsraad van Neurenberg had verkocht, hadden de vorsten van Ansbach en Bayreuth nog steeds de controle over het Neurenbergse landgerecht (Landgericht). Met steun van keizer Frederik III breidde Albrecht het landgericht uit tot een gerechtelijke beroepsinstantie waar zaken uit heel Zuid-Duitsland ingebracht konden worden. De keizer gaf het landgericht het privilege om in zijn naam recht te spreken. Met name door de vorsten die hun eigen landgerechten hadden, zoals hertog Lodewijk de Rijke van Beieren-Landshut en de bisschoppen Würzburg van Bamberg, werd het Neurenbergse landgerecht als een bedreiging gezien.
In 1458 bezette Lodewijk de Rijke de Rijksstad Donauwörth. Keizer Frederik III deed de Beierse hertog in de Rijksban en gaf Albrecht de opdracht om het vonnis te voltrekken. In 1459 brak de Beierse Oorlog uit tussen Albrecht en Lodewijk. Aan het begin van de oorlog wist Lodewijk grote delen van Albrechts gebieden te veroveren. Albrecht was gedwongen om op 24/25 juni 1460 de "Rother Richtung" te accepteren, waarin de macht van het Neurenbergse landgerecht beperkt werd.
Een jaar later probeerde Albrecht de Beierse hertog alsnog te verslaan. Lodewijk en zijn bondgenoten bezetten het grootste deel van het vorstendom Ansbach, maar Albrecht ging een veldslag uit de weg. Nadat Lodewijks bondgenoten zich in oktober 1561 uit Ansbach en Kulmbach hadden teruggetrokken begon Albrecht een tegenoffensief. Albrecht heroverde zijn gebieden en zijn troepen richtten in het noorden van Beieren plunderingen aan. Op 19 juli 1462 leed Albrechts leger in de Slag bij Giengen echter een zware nederlaag tegen de troepen van hertog Lodewijk. In augustus 1462 sloten Albrecht Achilles, Lodewijk de Rijke en keizer Frederik III onder bemiddeling van de Boheemse koning George van Podiebrad de Vrede van Praag. Lodewijk gaf Donauwörth en zijn veroveringen in Ansbach op, waarvoor Albrecht accepteerde de "Rother Richtung" van kracht bleef en dat Beieren niet onder de jurisdictie van het landgerecht viel.
In 1471 overleed Frederik II van Brandenburg. Albrecht erfde het keurvorstendom en verenigde opnieuw alle bezittingen van de Frankische linie van het Huis Hohenzollern in een hand. In 1473 vaardigde Albrecht de Dispositio Achillea uit, waarin hij de verdeling van zijn erfenis vastlegde. Daarnaast droeg hij het bestuur van Brandenburg over aan zijn oudste zoon Johan Cicero. De regering over zijn Frankische vorstendommen hield Albrecht zelf in handen. In 1481 richtte Albrecht het toernooigezelschap van de Beer op. Door middel van dit gezelschap kon Albrecht zijn invloed over de edelen en ridders doen gelden en kon hij een aantal prominente Frankische geslachten aan zich binden.
Albrecht stierf in 1486. In Brandenburg werd hij opgevolgd door Johan Cicero, Ansbach viel aan Frederik de Oudere en Siegmund erfde Kulmbach.

### De reformatie
In 1603 werd de residentie van Kulmbach verlegd naar Bayreuth.

### Verkoop aan Pruisen
De laatste vorst verkocht de beide vorstendommen Ansbach en Bayreuth op 2 december 1792 aan het koninkrijk Pruisen. De Pruisische regering voerde een agressieve politiek tegen de buurlanden om het gebied aan moderne grenzen te helpen en zo een efficiënter bestuur te kunnen voeren. In 1796 werd Thurnau, dat in bezit was van het prinsbisdom Bamberg bezet. Verder Ullstadt en een deel van Kalchenreuth (beide in bezit van rijksridders) en Kraftshofen (deels in bezit van de rijksstad Neurenberg).

## Grondgebied

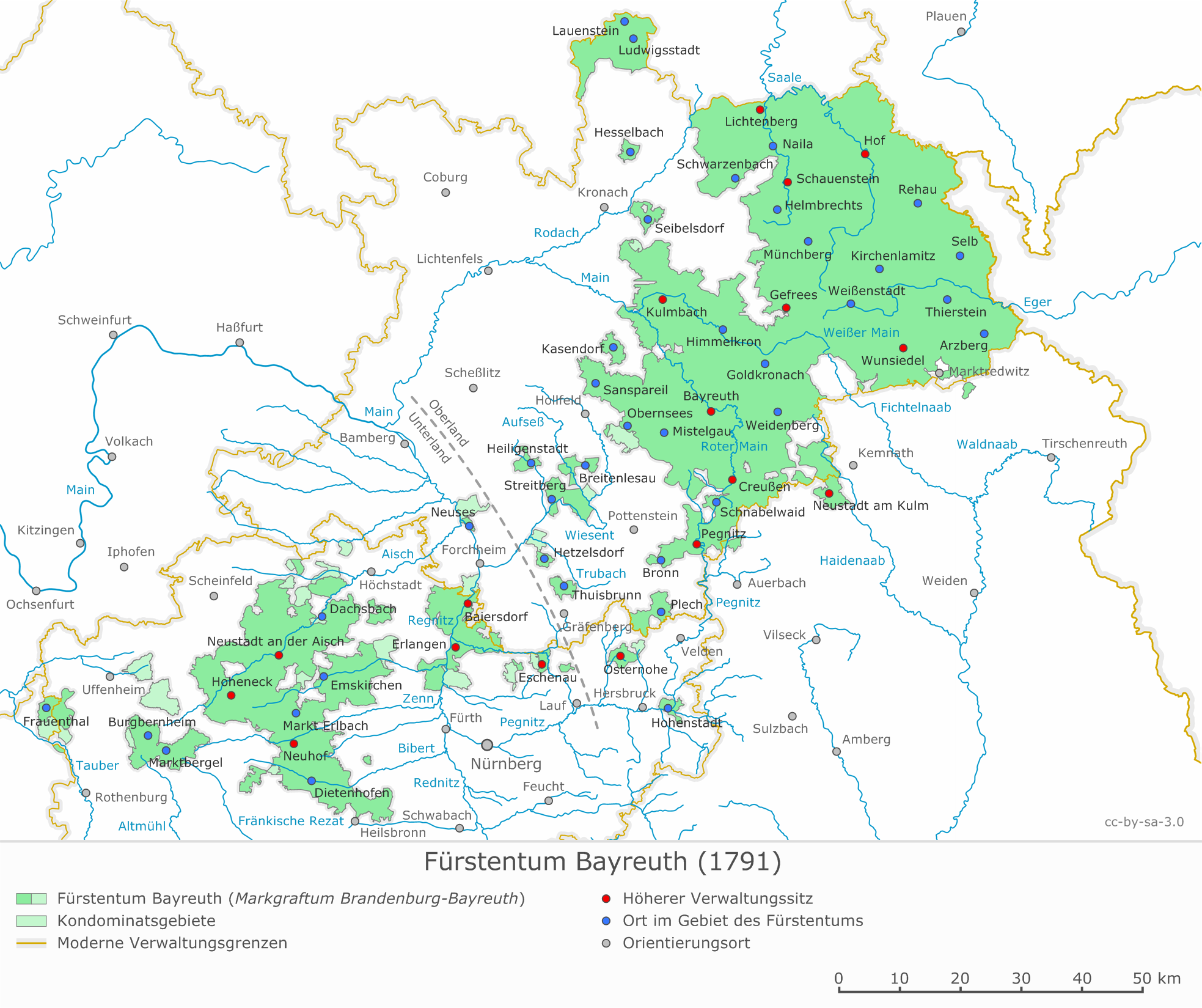
Kaart van het Vorstendom Bayreuth in 1791

Het vorstendom Bayreuth bestond uit twee van elkaar gescheiden landsdelen, het Land oberhalb des Gebirgs en het Land unterhalb des Gebirgs. Samen hadden deze gebieden in 1791 een oppervlakte rond de 3.125 km².
Het Land oberhalb des Gebirgs of het Oberland lag in het noorden van het vorstendom en besloeg ongeveer 2.300 km². Het landschap in het Oberland werd bepaald door het Fichtelgebergte en de uitlopers van Frankenwald. Het bergachtige Oberland was niet geschikt voor grootschalige landbouw. Economisch was het gebied belangrijk vanwege de uitgestrekte bossen en de mijnbouw. De belangrijkste steden in dit deel van het vorstendom waren Bayreuth, Kulmbach, Hof en Wunsiedel.
Het Land unterhalb des Gebirgs of het Unterland lag ten westen van de Rijksstad Neurenberg en had een oppervlakte van rond de 825 km². In tegenstelling tot het geografisch relatief aaneengesloten Oberland bestond het Unterland uit verschillende van elkaar gescheiden gebieden. De belangrijkste steden in het Unterland waren Erlangen en Neustadt an der Aisch.

### Bestuurlijke indeling
Oberland:
- Landeshauptmannschaft Hof
- Amthauptmannschaften Bayreuth (met exclave Streitberg) en Kulmbach
- Amthauptmannschaft Wunsiedel met de ambten Wundsiedel, Hohenberg, Weißenstadt, Selb, Thierstein en Kirchenlamitz
- Oberamten Lichtenberg (tot 1778, dan aan Hof), Schauenstein (1747-1772: los van Kulmbach), Creußen, Pegnitz (1750: los van Bayreuth), Neustadt a.d. Culm (1772: aan Bayreuth), Gefrees en Osternohe (1766: aan Pegnitz)

Unterland:
- Landseshauptmannschaft Neustadt a.d. Aisch
- Amtshauptmannschaft Erlangen (1708)
- Oberamten Baiersdorf, Hoheneck, Neuhof en Eschenau (1752).

## Heersers
- 1398-1420: Johan III
- 1420-1440: Frederik VI
- 1440-1457: Johan de Alchemist
- 1457-1486: Albrecht Achilles
- 1486-1495: Sigismund
- 1495-1515: Frederik V
- 1515-1527: Casimir
  - 1527-1541: George de Vrome (regent)
- 1527-1554: Albrecht Alcibiades
- 1554-1557: Interregnum
- 1557–1603: George Frederik I
- 1603-1655: Christiaan
- 1655–1712: Christiaan Ernst
- 1712–1726: George Willem
- 1726–1735: George Frederik Karel
- 1735–1763: Frederik
- 1763–1769: Frederik Christiaan
- 1769–1791: Karel Alexander